# Муштадеги
Муштадеги — река в России, протекает по Муезерскому району Республики Карелии. Впадает в озеро Боярское, через которого протекает река Тикшозерка. Длина реки составляет 22 км.

## Данные водного реестра
По данным государственного водного реестра России относится к Баренцево-Беломорскому бассейновому округу, водохозяйственный участок реки — Кемь от Юшкозерского гидроузла до Кривопорожского гидроузла. Речной бассейн реки — бассейны рек Кольского полуострова и Карелии, впадает в Белое море.
Код объекта в государственном водном реестре — 02020000912102000003853.

## Топографическая карта
- Лист карты Q-36-135,136 разъезд  24-й Километр. Масштаб: 1 : 100 000. Состояние местности на 1988 год. Издание 1996 г.